# Hans-Dieter Deppe
Hans-Dieter Deppe (* 3. Juli 1930 in Hannover; † 17. Oktober 2010) war ein deutscher Wirtschaftswissenschaftler.
Nach dem Abitur im westfälischen Petershagen studierte Deppe Wirtschaftswissenschaften an der Technischen Hochschule Hannover (heute TU) im Sommersemester 1952, an der Indiana University, Bloomington, an der University of Kansas, Lawrence (Studienjahr 1952/53) sowie an der Christian-Albrechts-Universität in Kiel (1953–1956). Im Jahre 1956 schloss er sein Studium mit dem Examen zum Diplom-Volkswirt ab. Er promovierte im Jahre 1959 in Kiel mit dem Thema „Beiträge zur Theorie der Wirtschaftsplanung der Kreditbank“.
Seit 1959 arbeitete Deppe als promovierter Assistent von Ludwig Mülhaupt in Kiel und Münster sowie nach seiner Habilitation mit dem Thema „Untersuchungen zum Wachstum eines Kreditinstituts. Ein Beitrag Lehre von Funktionalzusammenhängen im Bankbetrieb“ im Jahre 1964 als beamteter Dozent in Münster und ein Jahr später als ordentlicher Professor an der Georg-August-Universität Göttingen. Trotz sieben Rufen auf andere Hochschullehrerstellen blieb er der Universität Göttingen bis zu seinem Eintritt in den Ruhestand treu.
An dem von ihm begründeten Institut für Bankbetriebslehre und Unternehmungsfinanzierung (später Institut für Betriebswirtschaftliche Geldwirtschaft) waren unter anderem Gerhard Emmerich, Wolfgang Benner und Karl Lohmann als Assistenten tätig.
Deppe erforschte unter anderem mit Hilfe der Methoden des Operations Research die Funktionalzusammenhänge des Bankbetriebs. Funktionalzusammenhänge fasste er als System von Mechanismen auf, die mittels der Geschäftspolitik gesteuert werden. Entscheidend für ihn ist die Ermittlung der Haupteinflussgrößen einer Entscheidung und er verwies dazu immer auf Bernard Baruch. Haupteinfllussgrößen waren für ihn diejenigen Größen, die wesentlich die sogenannten Existenzbedingungen (z. B. Liquidität und Schuldendeckungsfähigkeit) beeinflussen. Der Student soll auf diese Weise einen Instrumentenkasten erhalten, den er der wechselnden Wirklichkeit schnell anpassen kann.
Einen Überblick über seine Forschungs- und Lehrmethodik gibt Deppe in seinem Aufsatz „Eine Konzeption wissenschaftlicher Bankbetriebslehre in drei Doppelstunden“, den er in der Festschrift „Bankbetriebliches Lesebuch“ zum 65. Geburtstag von Ludwig Mülhaupt im Jahre 1978 veröffentlichte.